# Lautsprechersignal
Lautsprechersignale sind die Signale, die bei der üblichen Stereo-Tonaufnahme erzeugt und bei der Stereo-Lautsprecherwiedergabe zur Richtungslokalisation und zur räumlichen Auffächerung, sowie zur Tiefenstaffelung des Klangkörpers benötigt werden. Sie stehen im Gegensatz zu den Ohrsignalen, die durch die beiden Ohren des Menschen aufgenommen werden.

## Grundlagen
Die Signale zwischen den Lautsprechern bilden frequenzneutrale (!) Pegelunterschiede, als Interchannel-Pegeldifferenz, sowie Laufzeitunterschiede als Interchannel-Laufzeitdifferenz, die für das Stereoverfahren maßgeblich sind. Das ist die übliche „Stereofonie“, also die Lautsprecherstereofonie. Die Hörereignisrichtung der Phantomschallquellen auf der Lautsprecherbasis können mit den Panpots (Panoramareglern) und den damit zu regelnden frequenzneutralen Pegeldifferenzen eingestellt werden. Δ Lmax = 18 dB (16 bis 20 dB) gelten für volle Seitwärtsrichtung aus einem Lautsprecher. Auch mit den Laufzeitdifferenzen der Mikrofonsysteme sind die Phantomschallquellen auf der Lautsprecherbasis zu verändern. Δ tmax = 1,5 ms (1 bis 2 ms) wirken signalabhängig bei voller Seitwärtsrichtung aus einem Lautsprecher. Diese je nach Schalleinfallswinkel unterschiedlichen Differenzen werden von den jeweiligen Stereo-Mikrofonanordnungen erzeugt, die damit auch den wichtigen Aufnahmebereich des Mikrofonsystems liefern.

## Gegensätze
Im deutlichen Gegensatz hierzu stehen die interauralen Signaldifferenzen („zwischen den Ohren“) beim natürlichen Hören und bei der Wiedergabe von binauralen Kunstkopfsignalen über Kopfhörer. Hierbei werden frequenzbewertete Signale ILD = Interaural Level Difference und ITD = Interaural Time Difference genannt. Das sind die Ohrsignale, als speziell frequenzabhängige Pegeldifferenzen, die Spektraldifferenzen genannt werden, sowie dem Ohrabstand entsprechende Laufzeitdifferenzen (ITDmax = 0,63 ms), die von einem binauralen Kunstkopf durch Mikrofone in den Ohrmuscheln hergestellt werden und die über Kopfhörer abgehört werden müssen. Im englischsprachigen Raum heißt diese Kopfhörer-Stereofonie unverwechselbar „Binaural Recording and Reproduction“ und unter „Stereophony“ wird dort allein die übliche Lautsprecher-Stereofonie verstanden.
Beide Verfahren stehen sich gegenüber und sind unbedingt sorgfältig auseinanderzuhalten.
Kunstkopf-Aufnahmen, die über Stereo-Lautsprecher wiedergegeben werden, und übliche Stereo-Mikrofonaufnahmen, die über Kopfhörer wiedergegeben werden, müssen ein in Klangfarbe und Richtungsabbildung verändertes falsches Klangbild liefern. Es ist müßig, eine Kompatibilität (Übereinstimmung) herbeizureden, die hierbei nicht vorhanden ist.
Es gibt zahlreiche Versuche mit Laufzeit-Übersprechkompensationen (Crosstalk Canceller) und Filterentzerrung, um Kunstkopfaufnahmen, wenn auch nur für einen relativ kleinen Abhörbereich, für Stereo-Lautsprecherwiedergabe anhörbar zu machen (Transaural-Stereo). Umgekehrt gibt es Versuche mit Laufzeit- und Filter-Entzerrung, um Stereo-Mikrofonaufnahmen auch für Kopfhörerwiedergabe anhörbar zu machen, d. h. um besonders die „Im-Kopf-Lokalisation“ zu beseitigen.
Die Einteilung in „raumbezogene Stereofonie“ und „kopfbezogene Stereofonie“ ist wenig glücklich, weil jegliches Stereohören unseren Kopf mit den Ohren benötigt, also kopfbezogen ist. Wir kommen mit den klar zu unterscheidenden Begriffen: „Lautsprecher-Stereo“ und „Kopfhörer-Stereo“ aus.